# 白肩盾豆娘魚
白肩盾豆娘魚（學名：Parma alboscapulariss），為輻鰭魚綱雀鯛科盾豆娘魚屬下的一個種，分布於西南太平洋紐西蘭北部、豪勳爵島與科瑪狄克群島海域，深度5至40公尺，本魚體呈橢圓形而側扁，吻部圓鈍，體被櫛鱗，體色灰黑色，鰓蓋上方有一白色圓斑，背鰭硬棘13枚、背鰭軟條18-20枚、臀鰭硬棘2枚、臀鰭軟條14-16枚，體長可達22公分，棲息在岩礁，以藻類為食，繁殖期時成對出現，雄魚會守護卵直到孵化，生活習性不明。